# Convenzione internazionale sulla protezione dei diritti dei lavoratori migranti e dei membri delle loro famiglie
La Convenzione internazionale sulla protezione dei diritti dei lavoratori migranti e dei membri delle loro famiglie (in inglese: International Convention on the Protection of the Rights of All Migrant Workers and Members of Their Families, abbreviato ICPMW) è un trattato multilaterale delle Nazioni Unite che disciplina la protezione dei lavoratori migranti e delle loro famiglie. Il trattato, inoltre, si applica anche ai lavoratori frontalieri, stagionali, pescatori, naviganti, itineranti, a progetto, per impiego specifico o indipendenti. Il trattato non si applica ai rifugiati o richiedenti asilo, agli studenti, agli investitori e ai funzionari internazionali o statali in missione all'estero.
Il trattato venne approvato dalla risuluzione A/RES/45/1581 del 18 dicembre 1990 durante la 45ª sessione dell'Assemblea generale delle Nazioni Unite, ed è entrato in vigore il 1º luglio 2003, dopo il raggiungimento della soglia dei 20 Stati ratificanti avvenuto nel marzo 2003. 
Il Comitato per i lavoratori migranti (in inglese Committee on Migrant Workers, abbreviato CMW) controlla l'attuazione della convenzione ed è uno dei sette organismi dell'ONU sui diritti umani.

## Contenuto
La Convenzione delle Nazioni Unite costituisce un trattato internazionale globale sulla protezione dei diritti dei lavoratori migranti. Tale trattato sottolinea il legame tra migrazione e diritti umani, che sta diventando sempre più un tema politico cruciale in tutto il mondo. La Convenzione mira a proteggere i lavoratori migranti e i membri delle loro famiglie, provvedendo a fissare uno standard morale e funge da guida e da stimolo per la promozione dei diritti dei migranti in ogni paese.

### Preambolo
Nel suo preambolo, la convenzione richiama alcune precedenti convenzioni dell'Organizzazione internazionale del lavoro (OIL):
- Convenzione sui lavoratori migranti del 1949
- Convenzione sulle migrazioni in condizioni abusive e sulla promozione della parità di opportunità e di trattamento dei lavoratori migranti del 1975
- Convenzione sul lavoro forzato e obbligatorio del 1930
- Convenzione per l'abolizione del lavoro forzato del 1975

Sono altresì richiamati altri trattati internazionali sui diritti umani, come la Convezione contro la discriminazione nell'educazione del 1960 adottata dall'UNESCO e la Convenzione sui diritti delle persone con disabilità del 2006.
L'obiettivo primario della Convenzione è quello di promuovere il rispetto dei diritti umani dei migranti: i migranti non sono solo lavoratori, ma prima di tutto sono esseri umani. La Convenzione infatti non va a creare "nuovi diritti" esclusivi per i migranti, ma mira semplicemente a garantire la parità di trattamento e le stesse condizioni di lavoro (incluso il caso del lavoro temporaneo) sia per i migranti sia per cittadini. La Convenzione è innovativa perché si basa sul concetto fondamentale secondo cui tutti i migranti dovrebbero avere accesso ad un livello minimo di protezione: la Convenzione riconosce infatti che i migranti regolari hanno la legittimità di rivendicare più diritti degli immigrati irregolari, ma evidenzia in maniera netta che in ogni caso devono essere rispettati anche i diritti umani fondamentali dei migranti irregolari, cioè come di ogni essere umano.
Allo stesso tempo, la Convenzione propone anche di intraprendere azioni per sradicare la tratta dei lavoratori clandestini, in particolare attraverso la lotta contro le false informazioni che inducono le persone partire dal proprio paese in maniera illegale e attraverso sanzioni contro i trafficanti e i datori di lavoro che illegalmente impiegano i migranti senza documenti.

### Principio generale di non discriminazione
L'articolo 7 della Convenzione tutela i diritti di tutti i lavoratori migranti e delle loro famiglie indipendentemente da "sesso, razza, colore della pelle, lingua, religione o convinzioni personali, opinioni politiche o di qualsiasi altra natura, origine nazionale, etnica o sociale, cittadinanza, età, posizione economica, proprietà, stato civile, nascita o altro status".

### Diritti dell'uomo dei migranti e delle loro famiglie
I lavoratori migranti e le loro famiglie hanno il diritto di lasciare, senza alcuna restrizione, il proprio paese o altro paese in cui si trovano e (esclusi i casi di sicurezza nazionale, ordine pubblico, salute o moralità pubblica, diritto e libertà delle altre persone). I lavoratori migranti e le loro famiglie hanno il diritto di rientrare e dimorare nel loro Stato di origine in qualunque momento.
I lavoratori migranti hanno il diritto alla vita, a non essere sottoposti a tortura, pene o trattamenti crudeli, inumani o degradanti, a non essere sottoposti a schiavitù o servitù, ad essere obbligati al lavoro forzato od obbligatorio (a meno che il lavoro forzato sia una pena da scontare a seguito di una sentenza che ha accertato la commissione di un reato).
I lavoratori migranti hanno diritto di libertà di pensiero, di coscienza e di religione; inoltre hanno il diritto a non essere molestati per le loro opinioni e hanno diritto alla libertà di espressione.
I lavoratori migranti hanno diritto non essere oggetto di ingerenze arbitrarie o illegali nella sua vita privata, nella sua famiglia, nel suo domicilio, nella sua corrispondenza, né di attentati illegali al suo onore e alla sua reputazione. Il paese ospitante deve proteggere i lavoratori migranti contro tali ingerenze o attentati.
Nessun lavoratore migrante può essere privato arbitrariamente di beni di sua proprietà individuale o in associazione; in caso di esproprio, il lavoratore migrante ha diritto all'equo e adeguato indennizzo.
Il lavoratore migrante ha diritto alla libertà e alla sicurezza, tramite la protezione dello Stato ospitante contro violenza, danni corporali, minacce e intimidazioni. I controlli di polizia e gli arresti devono svolgersi secondo la legge e le motivazioni dell'arresto e le accuse devono essere spiegate in una lingua a loro comprensibile e comunicate al proprio consolato; inoltre devono essere sottoposti all'autorità giudiziaria nel più breve tempo possibile. In caso di arresto o detenzione illegale, i lavoratori migranti hanno diritto al risarcimento. La detenzione deve rispettare l'umanità, la dignità e l'identità culturale dei migranti, che devono avere gli stessi diritti dei cittadini nazionali.
Nessun lavoratore migrante può essere imprigionato o privato del permesso di soggiorno per il solo fatto di non avere compiuto un obbligo del proprio contratto di lavoro.
Nessuno può confiscare o distruggere i documenti d'identità, i visti d'ingresso e i permessi di soggiorno, a meno che non sia un funzionario autorizzato a farlo (in ogni caso deve rilasciare una ricevuta) In ogni caso, non è mai permesso distruggere i 
passaporti dei lavoratori migranti o dei familiari.
Non è consentita l'espulsione collettiva dei lavoratori migranti: ogni espulsione deve essere esaminata individualmente dall'autorità competente e spiegata in una lingua comprensibile.
I lavoratori migranti hanno diritto alla stessa remunerazione e condizioni di lavoro (inclusi turni, straordinari, ferie, sicurezza sul lavoro, salute, licenziamenti, ecc.); hanno altresì diritto a partecipare alle attività sindacali e chiedere assistenza ai sindacati.
Alla scadenza del permesso di soggiorno, il lavoratore migrante ha diritto di portare con sé i propri risparmi e gli oggetti personali.

## Firme e ratifiche
Per poter entrare in vigore, la convenzione richiedeva almeno 20 ratifiche: quando i governi di El Salvador e Guatemala l'hanno ratificata il 14 marzo 2003, tale soglia è stata raggiunta.
Finora, la Convenzione è stata firmata da 51 Stati, principalmente di origine dei migranti. Per questi paesi, la Convenzione è uno strumento importante per proteggere i propri cittadini che vivono all'estero. Allo stesso tempo, questi stessi paesi sono spesso anche luoghi di transito e anche destinazione dei lavoratori migranti di altre nazioni: in questo caso la Convenzione impone a tali Stati l'obbligo di proteggere i diritti dei migranti sul proprio territorio.
Nessun paese a forte immigrazione dell'Europa occidentale, del Nordamerica o altri (come Australia, paesi arabi del golfo persico, India e Sud Africa) ha ancora firmato la Convenzione.